# 亞特利
亞特利（Yateley）是英格蘭漢普郡的一個城鎮。2001年人口普查時。亞特利有人口21,011人。2014年，亞特利被評為英格蘭最具吸引力的郵政區。